# Енглвуд (Пенсільванія)
Енглвуд (англ. Englewood) — переписна місцевість (CDP) в США, в окрузі Скайлкілл штату Пенсільванія. Населення — 561 особа (2020).

## Географія
Енглвуд розташований за координатами 40°46′53″ пн. ш. 76°14′42″ зх. д. / 40.78139° пн. ш. 76.24500° зх. д. (40.781459, -76.244905).  За даними Бюро перепису населення США в 2010 році переписна місцевість мала площу 1,23 км², уся площа — суходіл.

## Демографія
Згідно з переписом 2010 року, у переписній місцевості мешкали 532 особи в 225 домогосподарствах у складі 150 родин. Густота населення становила 431 особа/км².  Було 238 помешкань (193/км²).
Расовий склад населення:
| - 99,2 % — білих - 0,4 % — чорних або афроамериканців |

До двох чи більше рас належало 0,2 %. Частка іспаномовних становила 0,0 % від усіх жителів.
За віковим діапазоном населення розподілялося таким чином: 20,7 % — особи молодші 18 років, 52,0 % — особи у віці 18—64 років, 27,3 % — особи у віці 65 років та старші. Медіана віку мешканця становила 45,3 року. На 100 осіб жіночої статі у переписній місцевості припадало 96,3 чоловіків;  на 100 жінок у віці від 18 років та старших — 94,5 чоловіків також старших 18 років.
Середній дохід на одне домашнє господарство  становив 57 294 долари США (медіана — 39 115), а середній дохід на одну сім'ю — 60 265 доларів (медіана — 52 772). 
Цивільне працевлаштоване населення становило 309 осіб. Основні галузі зайнятості: виробництво — 36,2 %, фінанси, страхування та нерухомість — 16,2 %, освіта, охорона здоров'я та соціальна допомога — 9,7 %, сільське господарство, лісництво, риболовля — 4,5 %.